# FK Bodø/Glimt
Fotballklubben Bodø/Glimt norveški je nogometni klub iz grada Bodø. Trenutačno se natječe u Eliteserienu. Svoje domaće utakmice igra na Aspmyra Stadionu.

## Uspjesi
- Eliteserien
  - Prvak (4): 2020., 2021., 2023., 2024.
  - Doprvak (5): 1977., 1993., 2003., 2019., 2022
- 1. divisjon
  - Prvak (2): 2013., 2017.
- Norveški nogometni kup
  - Osvajač (2): 1975., 1993.
  - Finalist (4): 1977., 1996., 2003., 2021./22.
- Sjevernonorveški kup
  - Osvajač (9): 1930., 1933., 1934., 1939., 1952., 1963., 1964., 1967., 1969.
  - Finalist (5): 1949., 1955., 1961., 1962., 1966.

## Vanjske poveznice
- Službena mrežna stranica